# Dorūdgarān
Dorūdgarān (persiska: دُرودگَران, دُرود, درودگران) är en ort i Iran.   Den ligger i provinsen Lorestan, i den nordvästra delen av landet, 300 km sydväst om huvudstaden Teheran. Dorūdgarān ligger 1 935 meter över havet och antalet invånare är 123.
Terrängen runt Dorūdgarān är huvudsakligen kuperad. Dorūdgarān ligger nere i en dal. Runt Dorūdgarān är det tätbefolkat, med 257 invånare per kvadratkilometer. Närmaste större samhälle är Kūshkī-ye ‘Olyā, 11,6 km väster om Dorūdgarān. Trakten runt Dorūdgarān består i huvudsak av gräsmarker.